# Sjostedtiella nigripectus
Sjostedtiella nigripectus là một loài tò vò trong họ Ichneumonidae.